# UGC 1285
UGC 1285 è una galassia a spirale visibile nella costellazione di Cefeo.
Si presenta di aspetto compatto, il nucleo ha forma rotondeggiante, e la struttura della spirale, come pure quella della barra, è a malapena visibile.